# Acsád
Acsád (horvátul Jučad) község Vas vármegyében, a Szombathelyi járásban.

## Fekvése
Szombathelytől 14 kilométerre északkeletre fekszik, a Gyöngyös-sík északi részén, az Ablánc-patak mellett.
A szomszédos települések: északkelet felől Gór, kelet felől Szeleste, dél felől Vasszilvágy, délnyugat felől Salköveskút, nyugat felől Meszlen, északnyugat felől pedig Csepreg.

### Megközelítése
A főutaktól távol esik, közúton csak mellékutakon érhető el: Csepreg városa és Salköveskút felől a 8638-as, Vát felől Vasszilvágyon át a 8635-ös, Meszlen és azon keresztül Kőszeg felől pedig a 8636-os úton. Az ország távolabbi részei felől a legegyszerűbben a 86-os főútról közelíthető meg, váti letéréssel, a 8635-ös úton.
A hazai vasútvonalak közül a Sopron–Szombathely-vasútvonal érinti, amelynek egy megállási pontja van itt. Acsád vasútállomás közvetlenül Vasszilvágy, Salköveskút és Acsád hármashatára mellett, de teljesen ez utóbbi falu területén helyezkedik el, közúti elérését a 8635-ös útból kiágazó 86 324-es számú mellékút biztosítja.

## Nevének eredete
Neve a régi magyar Acsád személynévből ered, mely az Acsa személynév kicsinyítős változata.

## Története
A község területén már a római korban éltek emberek, ezt bizonyítja, hogy határában 1930-ban római kőszarkofág került elő. A hagyomány szerint az Ablánc-patakon települt ősi malomban már az 1. században gabonát őröltek. Ablánc nevű határrészén feküdt a középkori Ablánc falu, melynek templomát 865-ben szentelték fel. A települést 1255-ben Achad néven említik először. Nevét a hagyomány szerint a honfoglaló magyarok egyik vezéréről, Acsádról kapta. Temploma a 15. században épült. Lakói a 16. században evangélikusok lettek, de az ellenreformáció során nagyrészt rekatolizáltak. A megmaradt evangélikus hívek ezután Nemescsóra, majd Meszlenbe jártak istentiszteletre.
Vályi András szerint "ACSÁD. Nevezetes falu Vas Vármegyében, birtokosa Szegedy Uraság, a’ kinek szép kastéllyával díszeskedik, lakosai katolikusok, fekszik Kőszegtöl két mértföldnyire, 12határja sík térségből áll, mellynek a’ földgye termékeny, réttye elegendő, nem külömben legelője marháinak legelésére gazdag, fája a’ mennyi szükséges, szőlő hegyei kevesek ugyan; de e’ fogyatkozását a’ földeknek jósága megelőzi, vagyon kereskedések is a’ szomszéd Kőszegi piatzon, melly szép tulajdonságokra nézve az első Osztálybéli helységek közzé számláltatott."
Fényes Elek szerint "Acsád, magyar falu, Vas vgyében, Szombathelyhez északra 2 óra, 161 kath., 300 evang. lak. Szép urasági kastély és kert. Gazdag búzatermő határ. F. u. Szegedy Ferencz"
Vas vármegye monográfiájában a következőket találjuk: "Acsád, 110 házból álló magyar község, a szombathely-soproni vasútvonal mentén, 726 r. k. és ág. ev. lakossal. Van vasúti állomása, postája és távirója s körjegyzőségi székhely. Szegedy György és Béla cs. és kir. kamarásoknak itt csinos kastélyuk van, melyet Szegedy Ferencz hétszemélynök építtetett 1824-ben."
1910-ben 860 magyar lakosa volt a falunak, ekkor Vas vármegye Szombathelyi járásához tartozott.

## Közélete

### Polgármesterei
- 1990–1994: Kovács László (független)[8]
- 1994–1998: Horváth Kálmán (független)[9]
- 1998–2002: Horváth Kálmán (független)[10]
- 2002–2006: Horváth Kálmán (független)[11]
- 2006–2010: Horváth Kálmán (független)[12]
- 2010–2014: Dr. Kovács Bernadett (független)[13]
- 2014–2019: Dr. Kovács Bernadett (független)[14]
- 2019–2024: Kranczné dr. Kovács Bernadett (független)[15]
- 2024– : Györe Eszter (független)[1]

## Népesség
A település népességének változása:
| Lakosok száma | 585  | 572  | 651  | 660  | 625  | 603  | 603  |
|               | 2013 | 2014 | 2015 | 2021 | 2022 | 2023 | 2024 |

A 2011-es népszámlálás során a lakosok 85,4%-a magyarnak, 0,9% németnek, 0,4% szlovénnek, 0,6% románnak mondta magát (14,3% nem nyilatkozott; a kettős identitások miatt a végösszeg nagyobb lehet 100%-nál). A vallási megoszlás a következő volt: római katolikus 51,9%, református 3,3%, evangélikus 19,7%, felekezet nélküli 2,8% (21,9% nem nyilatkozott).
2022-ben a lakosság 92,2%-a vallotta magát magyarnak, 1,8% németnek, 1% horvátnak, 0,3% szlovénnek, 0,2% görögnek, 0,8% egyéb, nem hazai nemzetiségűnek (7,2% nem nyilatkozott; a kettős identitások miatt a végösszeg nagyobb lehet 100%-nál). Vallásuk szerint 47,2% volt római katolikus, 15,5% evangélikus, 4% református, 0,2% görög katolikus, 0,2% ortodox, 0,3% egyéb keresztény, 1,1% egyéb katolikus, 3,4% felekezeten kívüli (27,8% nem válaszolt).

## Nevezetességei
- Római katolikus temploma középkori eredetű, valószínűleg a 15. században épült, barokk stílusban átalakították.
- Szegedy-kastély – egy 1723-ban épült udvarház felhasználásával építették. 1824-ben, klasszicista stílusban átalakították. Körülötte 5 hektáros park terül el.
- Itt található Magyarország legidősebb, 1820-ban ültetett páfrányfenyője. Ugyancsak nevezetes a kastélyhoz kapcsolódó védett platánsor.
- Az Ablánc malomcsárda helyén egykor falu állt, környéke kedvelt kirándulóhely.
- Evangélikus imaháza 1989-ben épült.
- Márk Rosarium, ahol 710 Márk Gergely által nemesített rózsafajta található.[18] A Vas megyei értéktár része.[19]

## Híres emberek
- Itt született 1842. november 12-én Rákosi Jenő újságíró, költő, a Népszínház első igazgatója, a Budapesti Hírlap alapítója.
- Itt született dr. Fettich Nándor (1900. január 7. – Budapest, 1971. május 17.) régész, ötvös, a Magyar Tudományos Akadémia tagja.
- Itt született Horváth István (1900. augusztus 1. – ?) mezőgazdász, szakíró, országgyűlési képviselő.

## Képgaléria

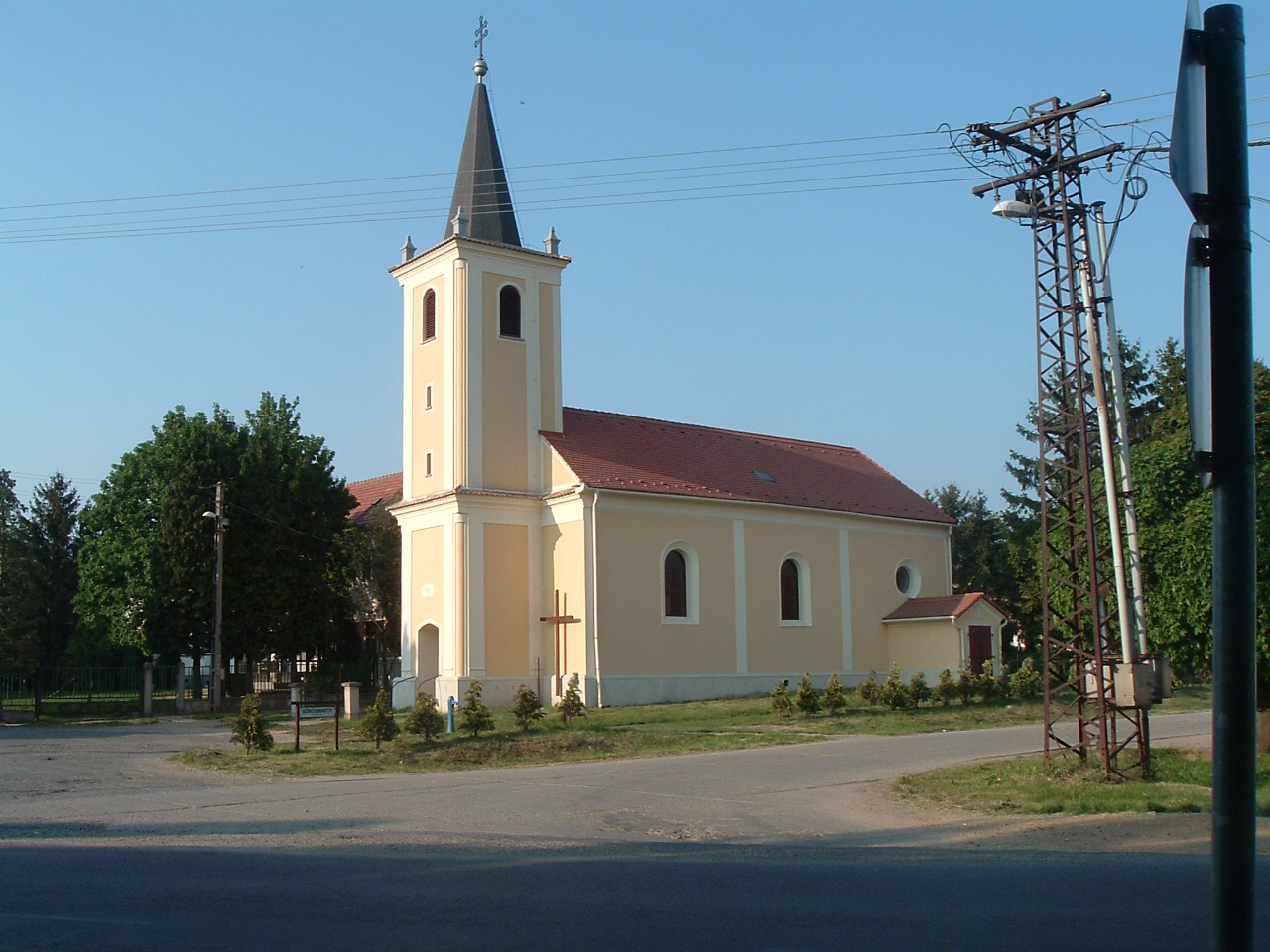
Római katolikus temploma a falu központjában (2007-es állapot)
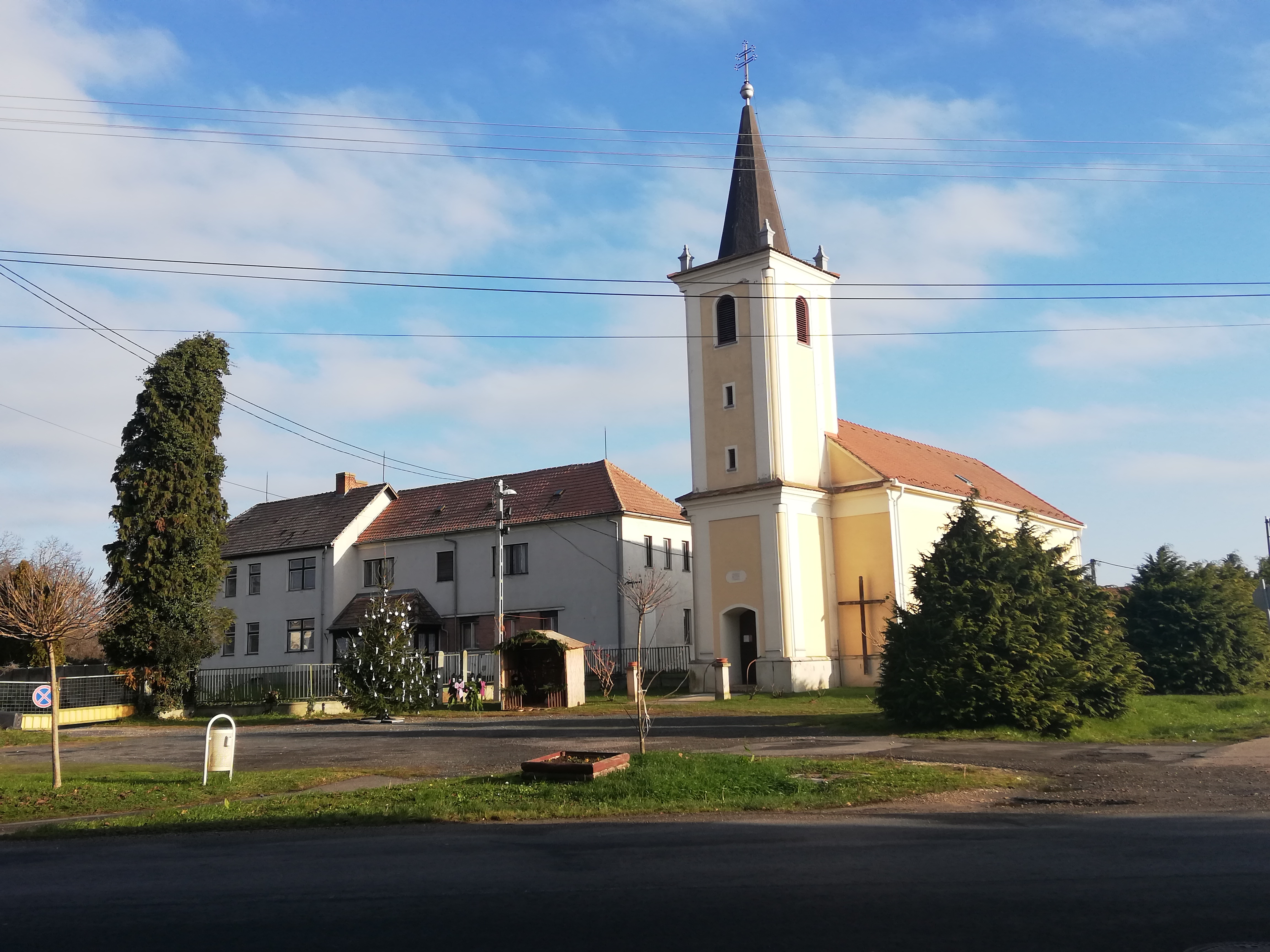
Acsád központja (2024)
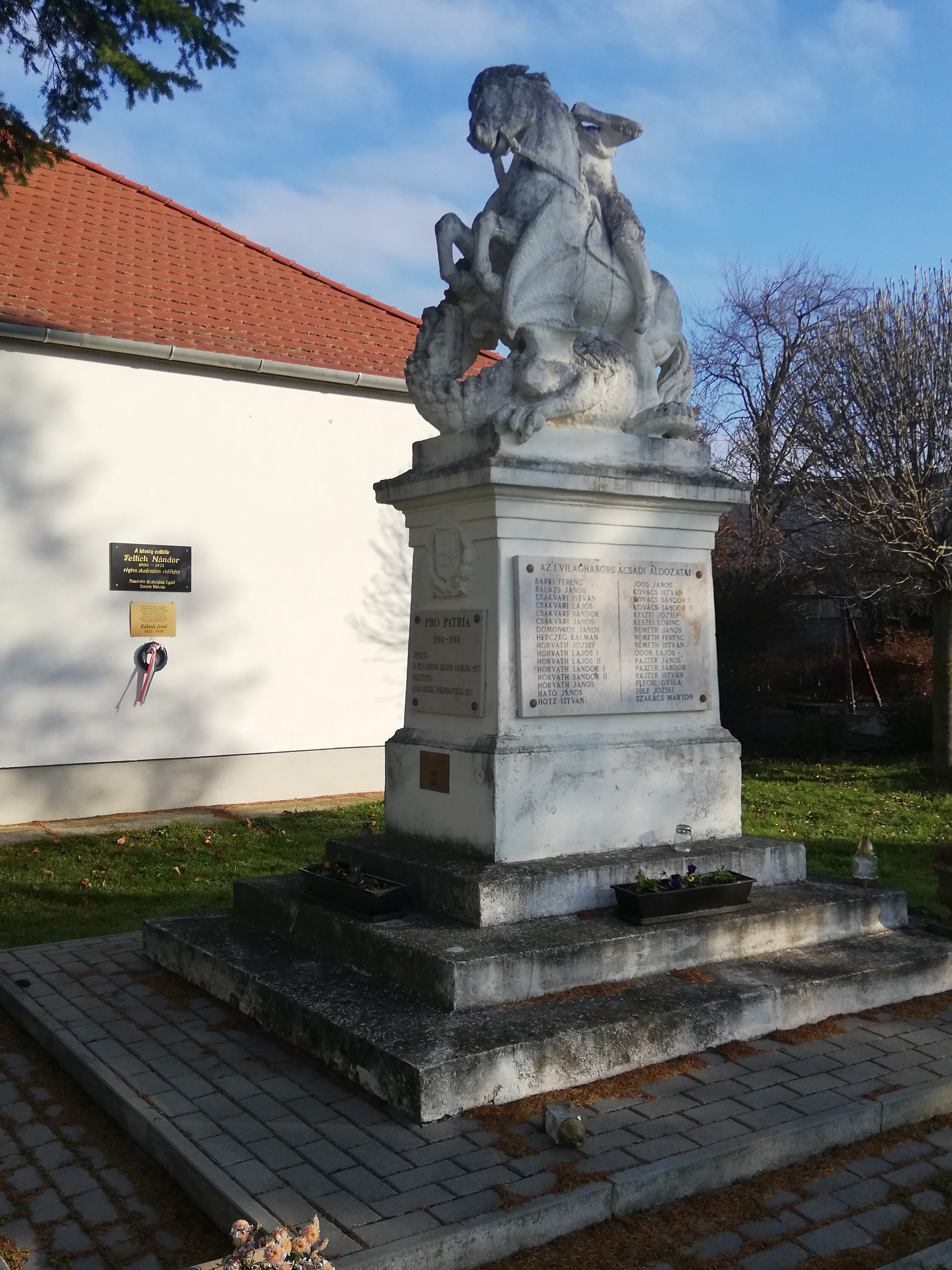
Hősi emlékmű
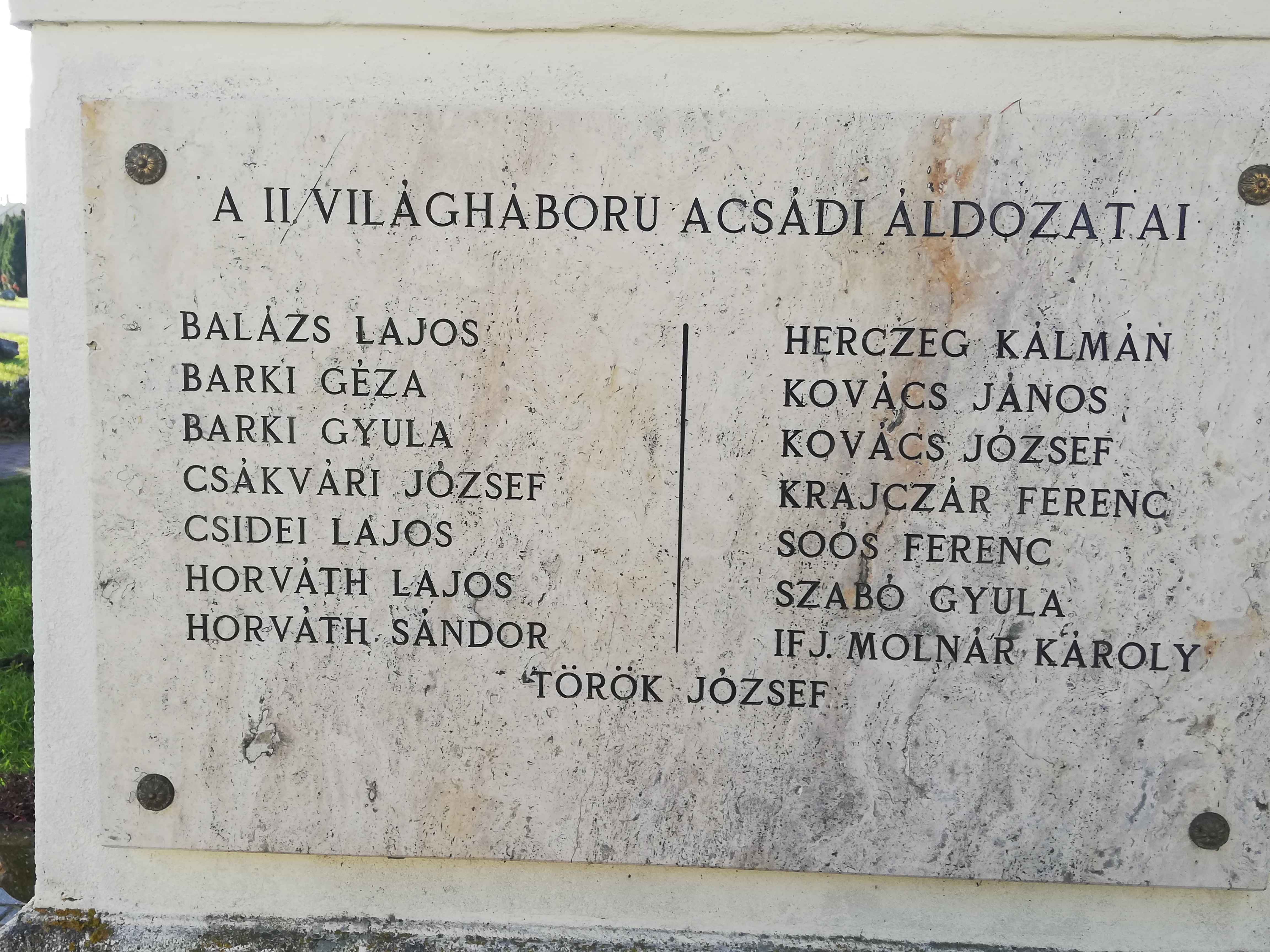
A II. világháborús áldozatok emléktáblája
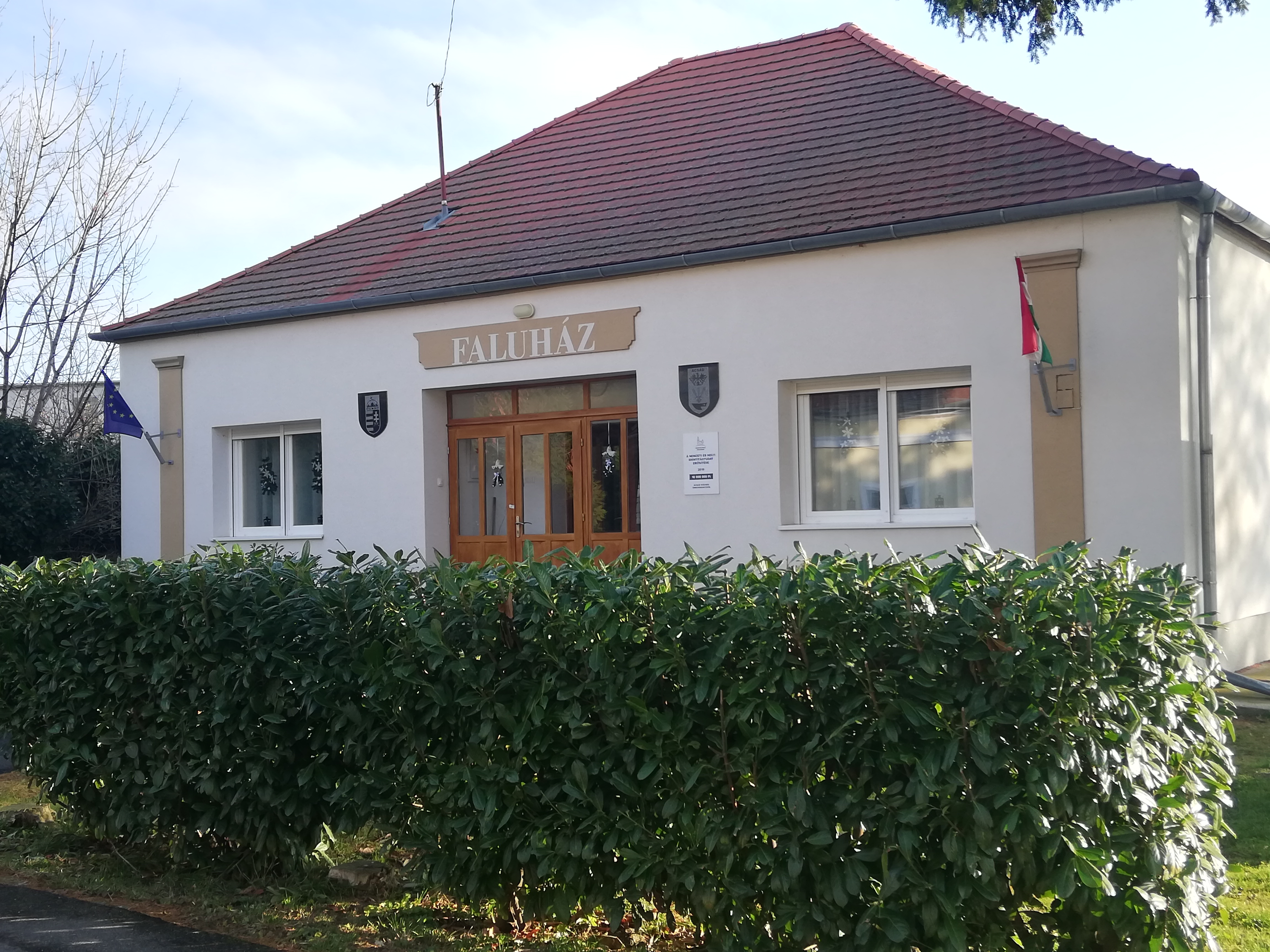
Faluház
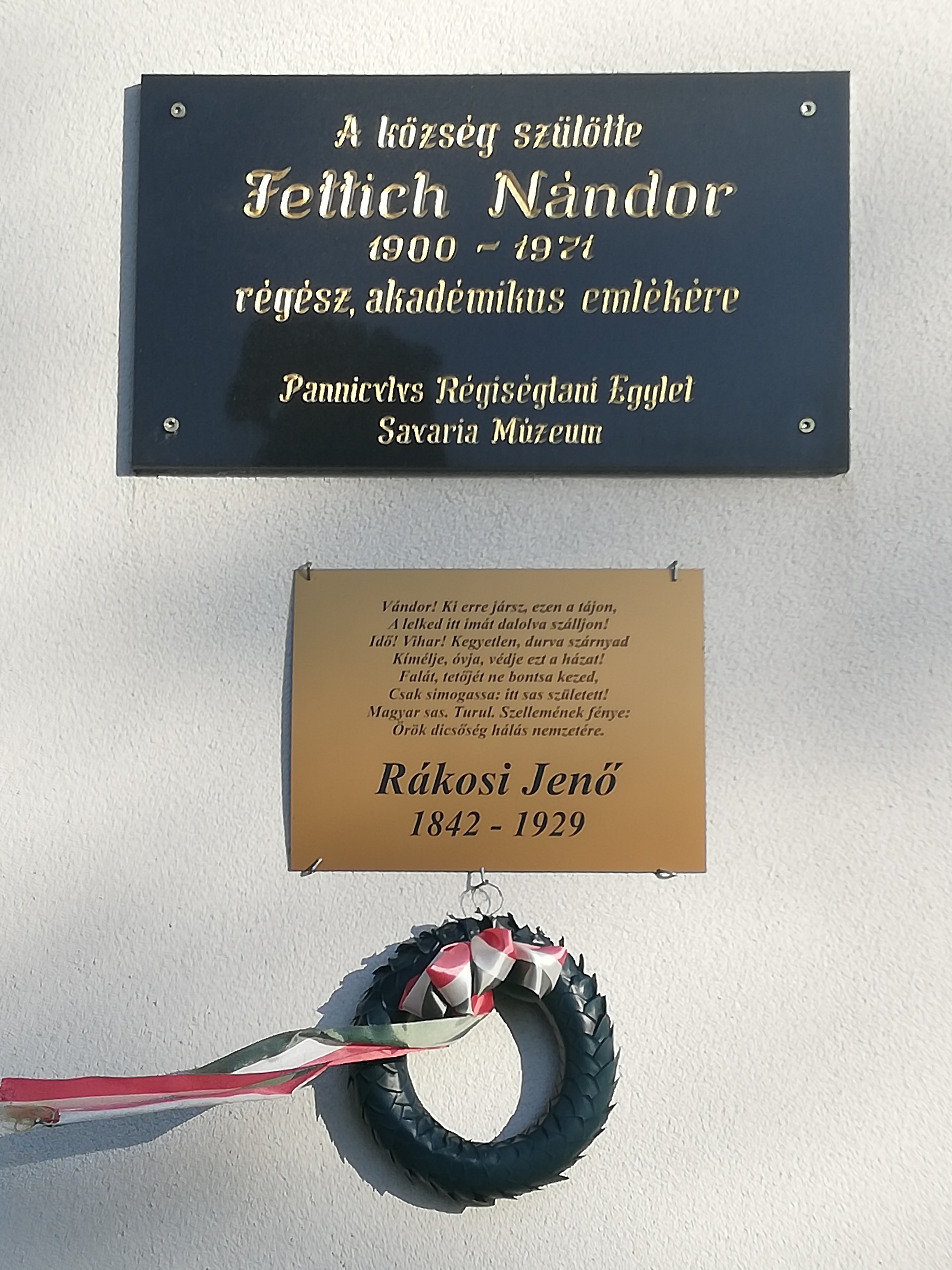
Fettich Nándor és Rákosi Jenő emléktáblái a faluház falán
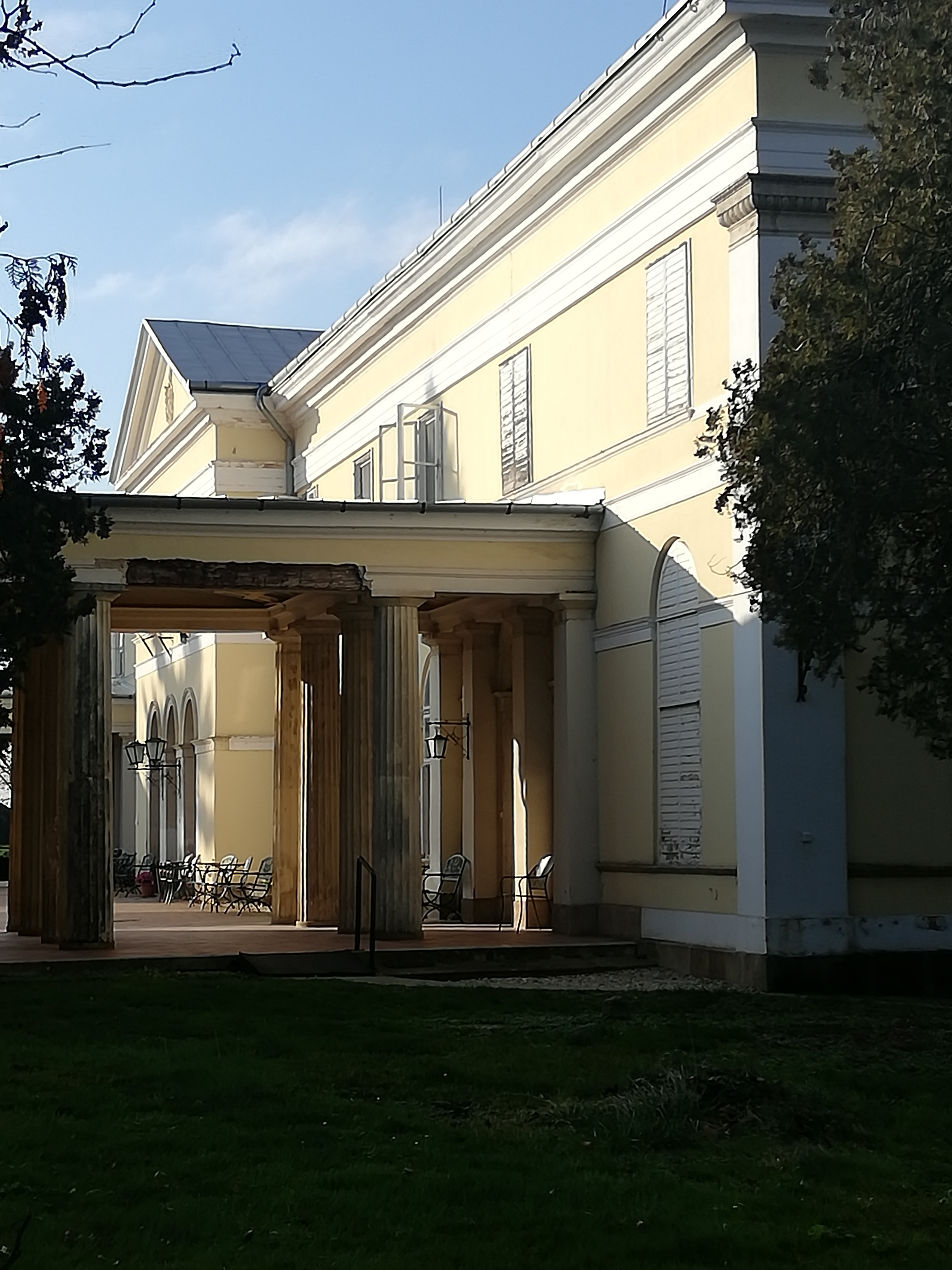
A Szegedy-kastély részlete (ma szociális otthon)
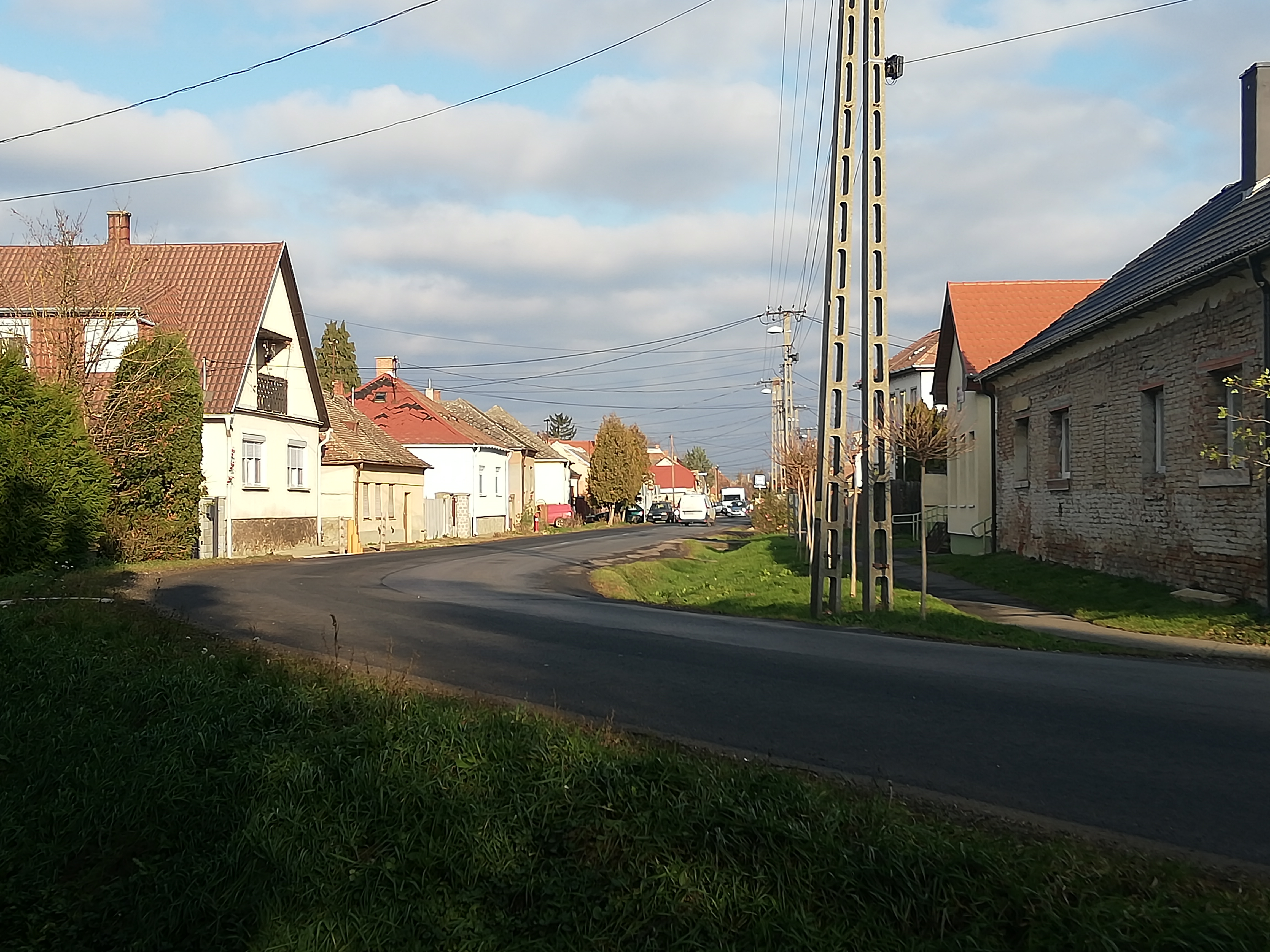
A 8638-as út a falu központjában
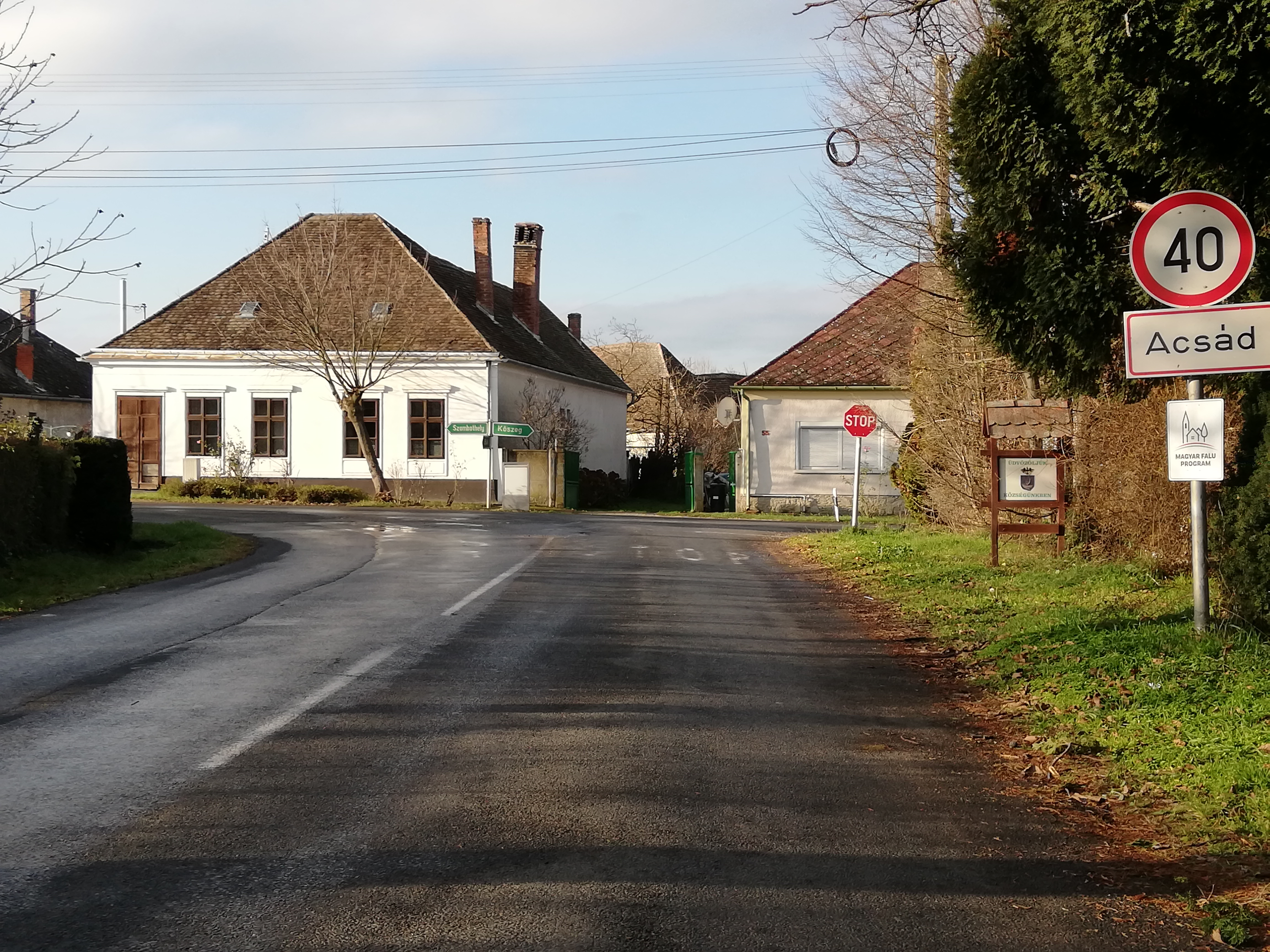
A 8636-os út kiágazása (jobb felé) a 8638-as útból a falu északi részén
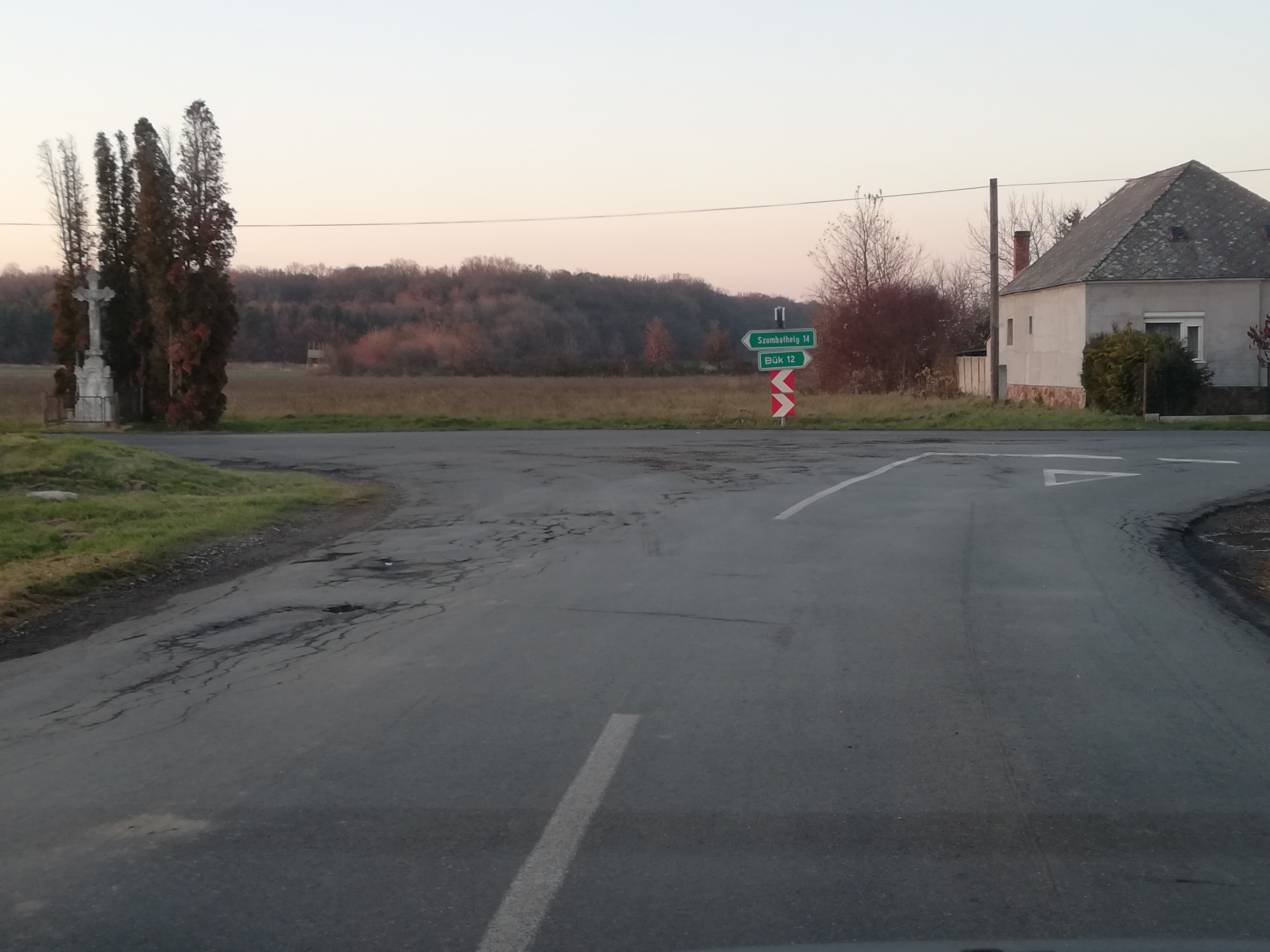
A 8635-os út betorkollása a 8638-as útba a falu déli szélén
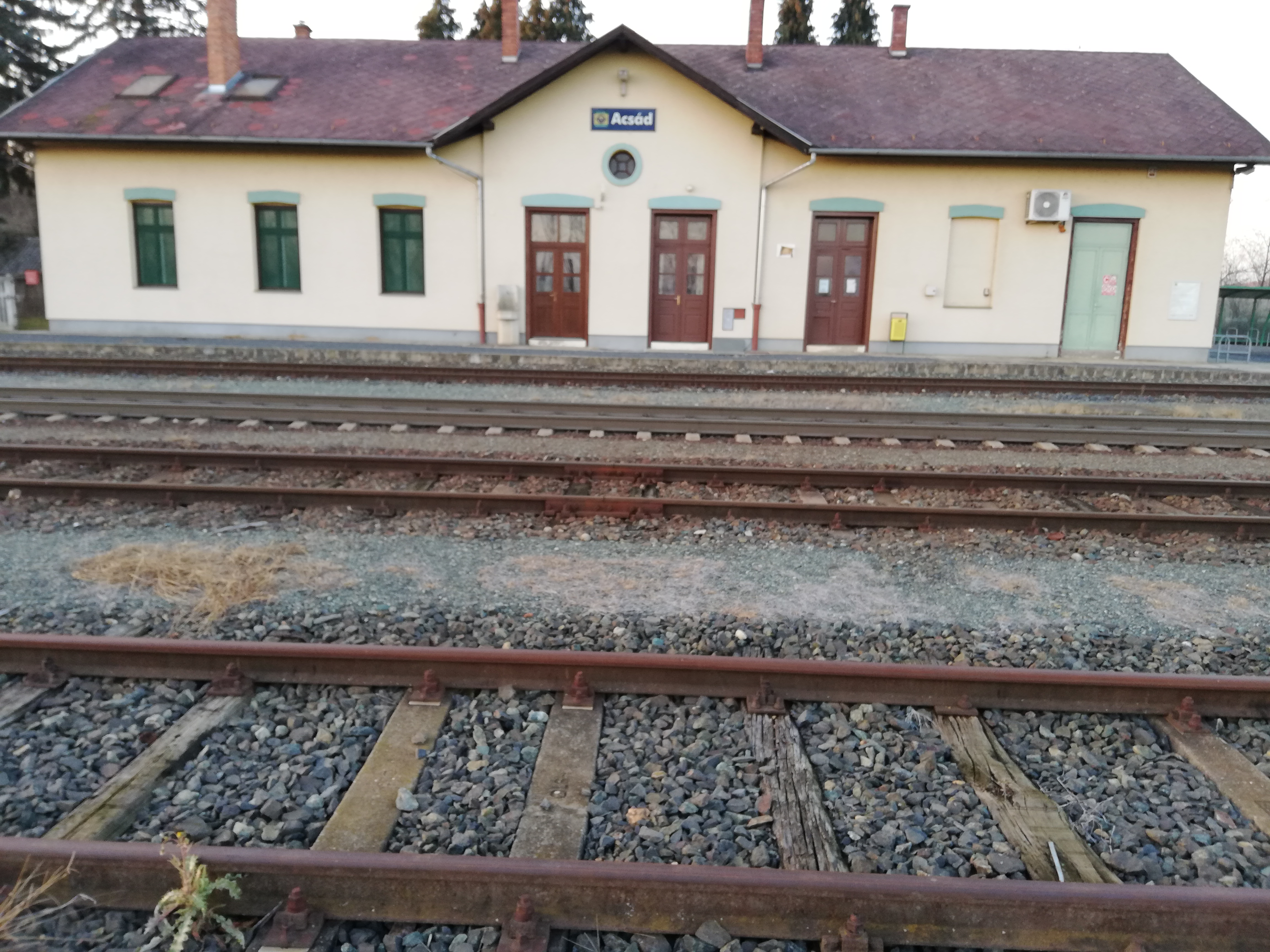
Acsád vasútállomás felvételi épülete